# Высочайший бургграф Чешского королевства
Высочайший бургграф Чешского королевства (чеш. Nejvyšší purkrabí Království českého) или Высочайший земский бургграф (чеш. Nejvyšší zemský purkrabí; первоначально Бургграф Пражского града (чеш. Purkrabí Pražského hradu)) — важнейшая государственная должность Чешского королевства в XIV—XIX веках. 
Бургграф Пражского града, первоначально лишь возглавлявший гарнизон официальной резиденции чешского короля в Праге, постепенно сосредоточил в своих руках обширные полномочия в сфере исполнительной и судебной власти, а также в области финансов, фактически став наместником короля на территории исконно чешской земли (в Моравии, к примеру, подобные функции исполнял Моравский земский гетман). Бургграф Пражского града с конца XIII века становится членом Чешского земского суда, а в XV веке Высочайший земский бургграф стал заместителем короля на посту председателя этого высшего судебного органа. Таким образом, бургграф Пражского града занял первое место среди высших чиновников Чехии, что привело, в частности, к изменению названия этой должности.
Высочайший бургграф Чешского королевства назначался на должность и освобождался от неё непосредственно королём. На эту должность мог быть назначен только представитель панского сословия. Согласно положениям Владиславского земского уложения 1500 года, высочайший земский бургграф занял место председателя сословного собрания (Чешского земского сейма) и верховного суда Чешского королевства. Обновлённое земское уложение 1627 года дополнительно возложило на высочайшего бургграфа полномочия председателя учреждённого губернаторского совета. 
В результате административных реформ Марии Терезии и Иосифа II высочайший бургграф Чешского королевства был лишён многих полномочий и фактически потерял реальную власть над чешской провинцией, однако формально оставался высшим чиновником в богемской администрации. Должность высочайшего земского бургграфа была формально упразднена только в 1848 году.
Резиденцией высочайшего бургграфа служило здание (поныне называемое Старым бургграфством), расположенное у Чёрной башни Пражского Града между улицей Йиржской и Златой улочкой. В этом здании в ренессансном стиле с гербовыми щитами на сграффитовом фасаде сейчас размещается музей игрушек.
Основанный в около 1333 года Гинеком II Беркой из Дубы город Градчаны вплоть до получения статуса королевского города в 1598 году находился в феодальном владении и прямом подчинении высочайшего бургграфа Чешского королевства.

## Список высочайших бургграфов
| Герб | Имя                                      | Период    | Период    | Дополнительная информация                                                                                                   |
| Герб | Имя                                      | с         | по        | Дополнительная информация                                                                                                   |
| ---- | ---------------------------------------- | --------- | --------- | --- |
|      | Смил из Лихтенбурка                      | 1249      | 1251/1253 | Происходил из рода Роновичей. Основатель феодального рода Лихтенбурков.                                                     |
|      | Ярош из Сливна                           | 1253      | 1264      | |
|      | Ольдржих Зайиц из Вальдека               | 1265/1267 | 1269      | |
|      | Здислав                                  | 1271      | 1272      | |
|      | Мстидруг из Хлума                        | 1277      | 1279      | |
|      | Здислав из Лемберка                      | 1283      | 1283      | |
|      | Грозната из Гусиц                        | 1284      | 1286/1288 | Супруг сестры Завиша из Фалькенштейна                                                                                       |
|      | Здеслав III из Штернберка                | 1288      | 1289      | Основатель голицкой ветви феодального рода Штернберков. Умер в 1290 году.                                                   |
|      |                                          |           |           | |
|      | Бенеш I из Вартемберка                   | 1291      | 1297      | Происходил из феодального рода Вартенберков.                                                                                |
|      | Йиндржих Берка из Дубы                   | 1303      | 1305      | Основатель феодального рода панов из Дубы, ветви рода Роновичей.                                                            |
|      | Гинек из Дубы                            | 1305      | 1309      | |
|      | Ольдржих из Лихтенбурка                  | 1313      | 1314      | Происходил из феодального рода Лихтенбурков, ветви рода Роновичей.                                                          |
|      | Бенеш из Михаловиц                       | 1315      | 1315      | Происходил из феодального рода панов из Михаловиц.                                                                          |
|      | Гинек II Берка из Дубы                   | 1321      | 1346      | Происходил из феодального рода панов из Дубы, ветви рода Роновичей. Умер в 1348 году.                                       |
|      | Гинек из Дубы                            | 1346      | 1351      | Сын Гинека II Берки из Дубы. Умер в 1361 году.                                                                              |
|      | Вилем I из Ландштейна                    | 1351      | 1356      | Происходил из феодального рода Ландштейнов, ветви рода Витковичей.                                                          |
|      | Ешек из Вартемберка                      | 1356      | 1362      | Происходил из феодального рода Вартенберков. Внук Бенеша I из Вартемберка.                                                  |
|      | Бенеш из Весели                          | 1364      | 1366?     | Происходил из феодального рода Вартенберков. Сын Ешека из Вартемберка.                                                      |
|      | Ян I из Вартемберка                      | 1366      | 1378      | Происходил из феодального рода Вартенберков. Правнук Бенеша I из Вартемберка.                                               |
|      | Петр из Вартемберка                      | 1381      | 1386      | Происходил из феодального рода Вартенберков. Внук Бенеша I из Вартемберка.                                                  |
|      | Ота III из Бергова                       | 1388      | 1394      | Происходил из немецкого феодального рода Лобдебургов. Умер около 1414 года.                                                 |
|      | Бурхард Стрнад из Яновиц                 | ?         | 1396      | |
|      | Йиндржих III из Рожмберка                | 1396      | 1398      | Происходил из феодального рода Рожмберков, ветви рода Витковичей.                                                           |
|      | Йиндржих III из Градца                   | 1398      | 1398      | Происходил из феодального рода панов из Градца, ветви рода Витковичей.                                                      |
|      | Йиндржих III из Рожмберка                | 1400      | 1403      | Повторно. |
|      | Ян Крушина из Лихтенбурка                | 1403      | 1407      | Происходил из феодального рода Лихтенбурков.                                                                                |
|      | Альбрехт Луковский из Штернберка         | 1407      | ?         | Происходил из луковской ветви панского рода Штернберков, с 1411 года — моравский земский гетман                             |
|      | Ян III из Градца                         | 1411      | 1413      | Сын Йиндржиха III из Градца.                                                                                                |
|      | Ченек из Вартемберка                     | 1414      | 1420      | Младший сын Ченека Старшего из Вартемберка.                                                                                 |
|      | Ольдржих II из Рожмберка                 | 1431      | ?         | Сын Йиндржиха III из Рожмберка.                                                                                             |
|      | Менгарт III из Градца                    | 1437      | 1448      | Происходил из феодального рода панов из Градца, ветви рода Витковичей.                                                      |
|      | Зденек Конопиштьский из Штернберка       | 1448      | 1467      | Происходил из конопиштьской ветви феодального рода Штернберков. Глава оппозиции королю Йиржи из Подебрад. Умер в 1476 году. |
|      | Зденек Костка из Поступиц                | 1467      | 1468      | Происходил из феодального рода Костки из Поступиц.                                                                          |
|      | Мареш из Швамберка                       | 1485      | 1487      | Происходил из феодального рода Швамберков                                                                                   |
|      | Вольфганг I Крайирж из Крайка            | ?         | 1499      | Происходил из феодального рода Крайиржей из Крайка.                                                                         |
|      | Ян Енечский из Яновиц                    | ?         | 1502      | |
|      | Йиндржих IV из Градца                    | 1502      | 1507      | Происходил из феодального рода панов из Градца, ветви рода Витковичей.                                                      |
|      | Зденек Лев из Рожмиталя                  | 1507      | 1523      | Происходил из феодального рода панов из Рожмиталя, ветви рода Бузичей.                                                      |
|      | Ян из Вартенберка                        | 1523      | 1525      | Происходил из феодального рода Вартенберков.                                                                                |
|      | Зденек Лев из Рожмиталя                  | 1525      | 1530      | Повторно. |
|      | Ян из Вартенберка                        | 1530      | 1542      | Повторно. |
|      | Вольф Крайирж из Крайка                  | 1542      | 1554      | Происходил из феодального рода Крайирж из Крайка.                                                                           |
|      | Ян IV Попел из Лобковиц                  | 1554      | 1570      | Происходил из феодального рода Лобковицов.                                                                                  |
|      | Вилем из Рожмберка                       | 1570      | 1592      | Происходил из феодального рода Рожмберков, ветви рода Витковичей.                                                           |
|      | Адам II из Градца                        | 1592      | 1596      | Происходил из феодального рода панов из Градца, ветви рода Витковичей.                                                      |
|      | Адам II из Штернберка                    | 1608      | 1619      | Происходил из феодального рода Штернберков. Умер в 1623 году.                                                               |
|      | Богуслав Берка из Дубы                   | 1619      | 1620      | Происходил из феодального рода панов из Дубы, ветви рода Роновичей.                                                         |
|      | Адам II из Штернберка                    | 1620      | 1623      | Повторно. |
|      | Адам из Вальдштейна                      | 1627      | 1638      | Происходил из дворянского рода Вальдштейнов, ветви рода Марквартичей.                                                       |
|      | Ярослав Боржита из Мартиниц              | 1638      | 1649      | Происходил из дворянского рода Мартиницов.                                                                                  |
|      | Франтишек Ольдржих Коловрат-Либштейнский | 1649      | 1650      | Происходил из либштейнской ветви дворянского рода Коловратов.                                                               |
|      | Бернард Игнац Боржита из Мартиниц        | 1651      | 1685      | Происходил из дворянского рода Мартиницов.                                                                                  |
|      | Ольдржих Адольф Вратислав из Штернберка  | 1685      | 1703      | Происходил из дворянского рода Штернберков.                                                                                 |
|      | Гержман Якуб Чернин из Худениц           | 1704      | 1710      | Происходил из дворянского рода Черниных из Худениц.                                                                         |
|      | Ян Йосеф из Вртбы                        | 1712      | 1734      | Происходил из дворянского рода панов из Вртбы.                                                                              |
|      | Иоганн Арнольд Шаффготш                  | 1734      | 1747      | Происходил из силезского дворянского рода Шаффготш.                                                                         |
|      | Филип Нериус Коловрат-Краковский         | 1748      | 1771      | Происходил из краковской ветви дворянского рода Коловратов.                                                                 |
|      | Карл Эгон I цу Фюрстенберг               | 1771      | 1782      | Происходил из немецкого княжеского рода Фюрстенбергов.                                                                      |
|      | Франтишек Антонин Ностиц-Ринек           | 1782      | 1787      | Происходил из графского рода Ностиц-Ринек, ветви рода Ностицов.                                                             |
|      | Людовик Кавриани                         | 1787      | 1791      | Граф, с 1782 года моравский земский гетман, в 1783—1787 годах моравскосилезский губернатор.                                 |
|      | Генрих Франц фон Роттенган               | 1791      | 1792      | Происходил из франконского графского рода Роттенган.                                                                        |
|      | Прокоп Лажанский из Букова               | 1792      | 1794      | Происходил из дворянского рода Лажанских из Букова.                                                                         |
|      | Франтишек Вацлав Кагер из Штампаха       | 1794      | 1802      | Происходил из дворянского рода Штампахов.                                                                                   |
|      | Ян Рудольф Хотек из Хоткова              | 1802      | 1808      | Происходил из графского рода Хотек из Хоткова.                                                                              |
|      | Йозеф Франц Валлис                       | 1808      | 1810      | Происходил из ирландско-австрийского графского рода Валлис.                                                                 |
|      | Франтишек Антонин Коловрат-Либштейнский  | 1811      | 1826      | Происходил из либштейнской ветви дворянского рода Коловратов.                                                               |
|      | Карел Хотек из Хоткова                   | 1826      | 1843      | Происходил из графского рода Хотек из Хоткова.                                                                              |